# Aeroportul Regional Parkes
Aeroportul Regional Parkes (IATA: PKE, ICAO: YPKS) este un aeroport din Noul Wales de Sud, Australia ce deservește zona Parkes⁠(d). Aeroportul a fost tranzitat în 2022 de 22.698 de pasageri.
Situat la o altitudine de 320 m, aeroportul dispune de 2 piste. Este operat de Parkes Shire⁠(d).

## Infrastructură

### Piste
Aeroportul dispune de 2 piste. Pista 04/22 are suprafața de asfalt și dimensiunile 1.684 m × 30 m. Pista 11/29 are suprafața de asfalt și dimensiunile 1.623 m × 30 m. 